# Reg Pickett
Reginald Arthur „Reg“ Pickett (* 6. Januar 1927 in Bareilly; † 4. November 2012 in Rowland’s Castle) war ein englischer Fußballspieler. Er war vielseitig einsetzbar, agierte aber zumeist auf den Halbpositionen als Außenläufer und Halbstürmer. Zunächst errang er 1950 mit dem FC Portsmouth die englische Meisterschaft und war nach seinem Weggang von dort ab 1957 mehrere Jahre Mannschaftskapitän von Ipswich Town. Er führte unter dem späteren Weltmeistertrainer Alf Ramsey das Team 1961 in die höchste englische Spielklasse, war aber ein Jahr beim überraschenden Gewinn der englischen Meisterschaft nach einer Verletzung nur „Nebendarsteller“.

## Sportlicher Werdegang
Pickett wurde in Indien als Sohn eines dort dienenden englischen Soldaten geboren. Als er drei Monate alt war, ging es für die Familie zurück in die englische Heimat. An der Südküste erlernte Pickett das Fußballspielen. Die ersten Erfahrungen im Erwachsenenbereich sammelte er außerhalb des Profibetriebs beim FC Weymouth. Dort wurde er Anfang des Jahres 1949 vom nahegelegenen Erstligisten FC Portsmouth entdeckt. Kurz nach seiner Verpflichtung für eine Ablösesumme von 750 Pfund gewann der Klub den Meistertitel. Erste eigene Beiträge lieferte Pickett dann in der folgenden Spielzeit 1949/50. Als Jimmy Dickinson mit der englischen Nationalmannschaft unterwegs war, vertrat er ihn am 15. Oktober 1949 auf der linken Außenläuferposition. Sein Debüt gegen Derby County endete mit einem 3:1-Sieg und der auch fortan für seine Vielseitigkeit bekannte Pickett sprang in der folgenden Woche erneut ein – nun für den verletzten Duggie Reid als Halbstürmer. Letztendlich absolvierte er im Verlauf der Saison, in der Portsmouth die Meisterschaft verteidigte, 14 Ligaspiele, wodurch er sich für eine offizielle Medaille qualifizierte. Seine Stärken lagen im Passspiel und im Zweikampfverhalten; auch war er im Kopfballspiel und im taktischen Verhalten geschickt. Er sollte jedoch weiterhin im Schatten von Dickinson und Jimmy Scoular stehen, die auf den defensiven Halbpositionen als „gesetzt“ galten. Nach dem Weggang von Scoular im Jahr 1953 kam er häufiger zum Zuge und in der Spielzeit 1954/55 errang er mit „Pompey“ einen beachtenswerten dritten Rang. Im Anschluss an die Saison 1956/57 wechselte er als mittlerweile 30-Jähriger für 5.000 Pfund zu Ipswich Town, das gerade erst aus der dritten Liga in die Zweitklassigkeit aufgestiegen war.
In Ipswich schloss Pickett sich dem Team von Trainer Alf Ramsey an, der ihn kurze Zeit später als Nachfolger von Doug Rees zum Mannschaftskapitän bestimmte. In dieser Funktion führte er „Town“ in der Spielzeit 1960/61 zum Aufstieg in die höchste englische Spielklasse (im gleichen Jahr stieg Portsmouth zum Ende eines vorläufigen sportlichen Niedergangs aus der zweiten Liga ab). Dabei war er jedoch verletzungsbedingt ab Januar 1961 von Billy Baxter vertreten worden und der talentierte junge Schotte verdrängte ihn schließlich aus der Mannschaft. Als Ipswich dann völlig überraschend als Aufsteiger die englische Meisterschaft gewann, blieben für Pickett nur drei Aushilfseinsätze übrig (zweimal für Baxter und einmal für John Elsworthy). Nach einem weiteren Jahr in Ipswich, als Pickett Stammkraft im Reserveteam war, wurde er von Ramseys Nachfolger Jackie Milburn als „zu alt“ aussortiert. Er ließ letztlich in der Southern League bei Stevenage Town seine aktive Laufbahn ausklingen. Anschließend arbeitete er bis zu seiner Pensionierung im Alter von 60 Jahren auf der Werft in Portsmouth und lebte auf der Isle of Wight. Er starb 85-jährig in einem Pflegeheim in Rowland’s Castle.

## Titel/Auszeichnungen
- Englische Meisterschaft (1): 1950